# 香港郵政編碼
香港沒有使用邮政编码 ，香港郵政建議市民可考慮留空郵政編碼欄位或嘗試使用“000”、“0000”、“000000”或“HKG” 等。 雖然中国邮政把邮政编码「999077」分配给香港，但是该邮政编码無論在本地从未使用過。但一些中港或歐美跨境運輸公司會使用該編碼以應對資訊系統時的技術限制。 

## 背景
英屬香港期間直至主權移交後香港特別行政區成立的本地邮政服务均獨立於英國或中国內地邮政系統，沒有跟隨他們設立郵政編碼。由於香港面積細小，即使沒有郵政編碼，也沒有為邮差的工作帶來不便。
2000年，香港特區政府官员曾考慮引入邮政编码系统，但是沒有成事。 香港郵政亦已於其官方網頁解釋未採用郵政編碼系統的原因。

## 識別收件人
香港邮政建议在郵件上填上收信人姓名、单位编号、建筑物名称、门牌号、街道，以及村庄或地区。